# Gustav Degner
Gustav Degner (* 29. Oktober 1892 in Berlin; † 19. Januar 1978 in West-Berlin) war ein deutscher Politiker der Kommunistischen Partei Deutschlands (KPD) und der Sozialistischen Einheitspartei Deutschlands (SED) in der frühen Deutschen Demokratischen Republik (DDR). Von Mai 1945 bis Oktober 1946 war er von den sowjetischen Besatzungstruppen als Bezirksbürgermeister des Berliner Bezirks Prenzlauer Berg eingesetzt. 1950 wurde er aus der SED ausgeschlossen und siedelte nach West-Berlin über.

## Leben
Nach dem Abschluss der Mittelschule und einer Lehre als kaufmännischer Angestellter arbeitete Degner ab 1915 bei der Sparkasse der Stadt Berlin. Von 1916 bis 1918 kämpfte er als einfacher Soldat im Ersten Weltkrieg. Von 1919 bis 1922 war er als Abteilungsleiter bei der Erwerbslosenfürsorge der Stadt Berlin tätig. Ab 1922 war Degner hauptamtlich Redakteur der KPD-Zeitschrift Die Kommune.
Noch während des Krieges trat Degner in die Unabhängige Sozialdemokratische Partei Deutschlands (USPD) ein und wurde 1920 Mitglied der KPD. Noch für die USPD war er 1920 in die Berliner Stadtverordnetenversammlung gewählt worden, der er bis 1929 angehörte. Von Februar bis April 1926 war er zusätzlich unbesoldeter, anschließend besoldeter Stadtrat im Bezirk Prenzlauer Berg.
1929 war Degner in den Sklarek-Skandal verwickelt, bei dem über zehn Millionen Reichsmark städtischer Berliner Gelder veruntreut wurden. Wegen „schwerer passiver Bestechung“ wurde Degner 1932 zu sechs Monaten Gefängnis verurteilt, nachdem er 1929 bereits einige Wochen in Untersuchungshaft gesessen hatte. Gemeinsam mit Otto Gäbel wurde er in der Folge des Skandals im Oktober 1929 aus der KPD ausgeschlossen. Sein Mandat als Stadtrat in Berlin-Prenzlauer Berg behielt Degner bis zur Entlassung aus politischen Gründen am 1. Juli 1933.
Während der Diktatur des Nationalsozialismus betrieb Degner ein Einzelhandelsgeschäft in Berlin und hatte Kontakt zu Widerstandskreisen, unter anderem zur linkssozialistischen Gruppe
Roter Stoßtrupp. Nach dem Ende des Zweiten Weltkriegs trat er wieder in die KPD ein und wurde im Mai 1945 durch die sowjetischen Besatzungstruppen zum Bürgermeister von Berlin Prenzlauer Berg ernannt. Im Oktober 1946 wurde er von der neu zusammengetretenen Bezirksverordnetenversammlung einstimmig zum stellvertretenden Bürgermeister gewählt. Am 9. Juni 1948 trat er offiziell „aus persönlichen Gründen“ von seinem Amt zurück, ausschlaggebend waren aber offenbar Konflikte mit der sowjetischen Besatzungsmacht.
Danach wurde Degner Abteilungsleiter einer Dienststelle der Deutschen Wirtschaftskommission (DWK). Im Februar 1950 wurde ein Parteiverfahren wegen „antisowjetischer Haltung, Zusammenarbeit mit klassenfeindlichen Schädlingen und mangelnden Vertrauens“ gegen ihn eröffnet und er wurde aus der SED ausgeschlossen. Kurz darauf floh Degner nach West-Berlin.
Später eröffnete Degner ein Konfektionsgeschäft in West-Berlin und wurde Mitglied der Sozialdemokratischen Partei Deutschlands (SPD).
Im Jahr 2000 kam es zu einer Kontroverse, weil die Bezirksfraktion der Partei des demokratischen Sozialismus (PDS) vorschlug, eine Berliner Straße nach Degner zu benennen, was auf heftigen Widerspruch der Fraktion der Christlich Demokratischen Union Deutschlands (CDU) stieß und von der Bezirksverordnetenversammlung Prenzlauer Berg abgelehnt wurde.